# A952 road
Die A952 road ist eine A-Straße in der schottischen Council Area Aberdeenshire.

## Verlauf
Beide Enden der in Nord-Süd-Richtung verlaufenden A952 münden in die A90 (Edinburgh–Fraserburgh) ein. Während diese einen weiten Bogen über Peterhead an der Nordseeküste beschreibt, verläuft die A952 direkter und bietet eine kürzere Strecke. Am Nordende verlässt sie die A90 nahe dem Weiler Cortes. Sie führt durch eine dünnbesiedelte Region Aberdeenshires und bindet verschiedene Weiler und Gehöfte an das Straßennetz an, darunter New Leeds. Nach rund zwölf Kilometern erreicht die A952 mit Mintlaw die einzige größere Ortschaft. Dort kreuzt die A950 (Peterhead–New Pitsligo). Mit dem North und South Ugie Water quert die Straße beide Quellflüsse des Ugie. Nach einer Gesamtlänge von 26,8 km mündet die A952 nahe dem Weiler Toll of Birness wieder in die A90 ein.